# Il corsaro

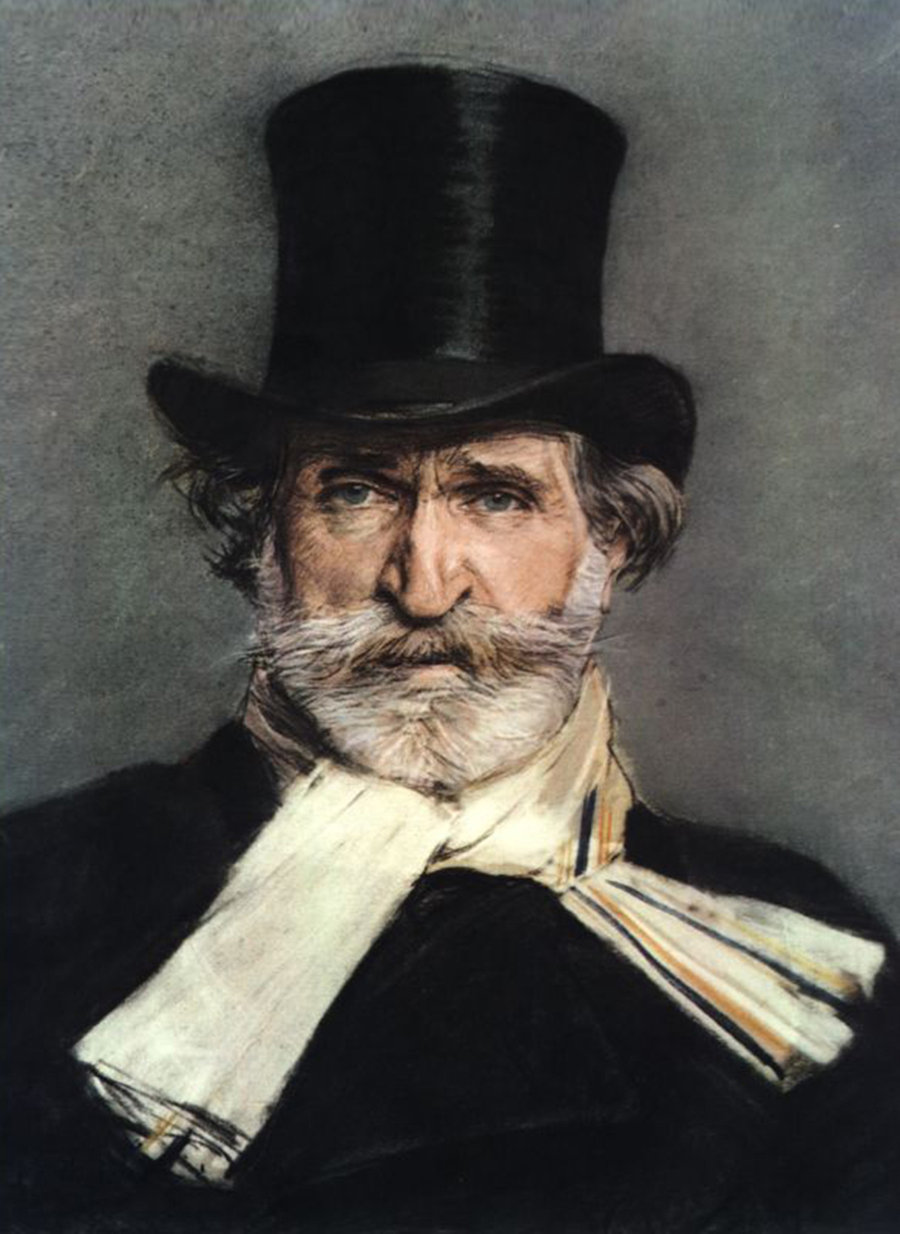
Giuseppe Verdi

Il corsaro (de boekanier) is een opera in drie bedrijven van Giuseppe Verdi, op een Italiaans libretto van Francesco Maria Piave, gebaseerd op het gedicht The Corsair van Lord Byron. De première vond plaats in het Teatro Grande in Triëst op 25 oktober 1848.

## Geschiedenis
Verdi raakte reeds in 1844 geïnteresseerd in het gedicht The Corsair van Lord Byron, maar het duurde toch nog een paar jaar voordat hij zich er toe kon zetten het als thema voor een opera te gebruiken. Zoals vaker zorgde Francesco Maria Piave voor het libretto. Ondertussen was Verdi betrokken geraakt bij een geschil tussen twee uitgevers over wie zijn werk mocht uitgeven. Il Corsaro was geschreven voor de uitgever die deze strijd verloor — in ieder geval in de ogen van de componist — en toen hij het werk in 1848 voltooide had hij nog geen idee waar het zou worden uitgevoerd. Toen het in première ging in het Teatro Grande (tegenwoordig het Teatro Lirico Giuseppe Verdi) in Triëst later dat jaar vond Verdi het niet de moeite waard de voorstelling bij te wonen. De opera werd matig ontvangen — een ongewone gebeurtenis voor Verdi. Het werk raakte spoedig uit de belangstelling en heden ten dage wordt de opera zelden uitgevoerd.

## Rolverdeling
- Corrado, de piratenkapitein - tenor
- Medora, Corrado's jonge geliefde - sopraan
- Seïd, pasja van Koroni - bariton
- Gulnara, Seïds favoriete slavin - sopraan
- Giovanni, een piraat - bas
- Aga Selimo, een Turks officier - tenor
- Een zwarte Eunuch - tenor
- Een slaaf – tenor
- Kapers, schildwachten, slaven, Medora's dienaressen - koor

## Synopsis
Plaats van handeling: De Turkse stad Koroni op de Peloponnesos, en een Grieks eiland in de Egeïsche Zee.
Tijd: Het begin van de 19e eeuw

### Eerste bedrijf
Het Griekse eiland
Het eiland wordt beheerst door boekaniers en piraten en een onzichtbaar koor introduceert Corrado, de kapitein van de piraten, die verbannen is. Hij ontvangt een brief waarin hem geheime informatie wordt verstrekt over de Turkse pasja Seïd. Hij besluit hem aan te vallen en begint zijn troepen te verzamelen.
De volgende scène vindt plaats bij Medora, Corrado's vriendin. Ongeduldig wacht ze op zijn terugkeer en zingt een mooie, enigszins sinistere aria. Ze heeft blijkbaar een voorgevoel over de slechte afloop van zijn plannen. Corrado komt binnen en samen zingen zij een duet over hun onzekere toekomst en de liefde die zij voor elkaar voelen. Carrado vertrekt voor zijn overval op de pasja.

### Tweede bedrijf
Koroni
De slavinnen in Seïds harem zorgen voor Gulnara, de favoriet van de pasja. Zij is ontevreden met de aandacht die zij van de pasja krijgt. Ze schimpt op het leven in de harem en verlangt naar vrijheid en echte liefde. Een eunuch brengt Gulnara een uitnodiging voor een feestelijk banket – in de verwachting dat de pasja de zeeslag tegen de piraten zal winnen.
Op het banket vraagt een slaaf aan de pasja of een mohammedaanse bedelmonnik toegang mag worden verleend. De monnik is blijkbaar ontsnapt aan de piraten. Seïd verleent hem audiëntie en ondervraagt hem. Dan wordt er een vlammenzee waargenomen op zee. De vloot van de pasja staat in brand. De monnik werpt zijn vermomming af en onthuld zijn ware identiteit: het is Corrado. De piraten vallen binnen en er wordt gevochten. Aanvankelijk lijkt het of Corrado's mannen winnen, maar zij maken een fatale fout. Ze zien dat de harem in brand staat, en Corrado besluit Gulnara en de andere slavinnen te redden. Dit geeft de mannen van Seïd de tijd zich te hergroeperen en zij nemen Corrado gevangen en hij wordt ter dood veroordeeld.

### Derde bedrijf
Koroni
Seïd geniet van zijn overwinning, maar is toch niet geheel tevreden, omdat hij verliefd is op Gulnara, en bang dat zij gevallen is voor de innemende Corrado. Als hij haar ontbiedt vertelt zij hem dat zijn vermoedens juist zijn, waarop hij haar bedreigt; Gulnara weerstaat zijn bedreigingen en de pasja verlaat woedend het toneel.
Ondertussen gaat Corrado er in de gevangenis van uit dat hij gedoemd is te sterven; Gulnara koopt echter een wachter om haar in zijn cel te laten, en zij bezweert hem dat zij hem zal helpen te ontsnappen en dat ze Seïd zal vermoorden. Corrado slaat haar aanbod af. Hij bespeurt haar diepere gevoelens voor hem, en vertelt haar dat hij van Medora houdt. Gulnara laat hem alleen in zijn cel achter en tijders een kort intermezzo horen we opnieuw de stormachtige muziek uit de opening van de opera. Deze keer vergezelt de muziek een moord. Gulnara keert terug, en zegt dat ze de pasja heeft vermoord, en ze besluiten gezamenlijk te vluchten naar het pirateneiland.
Het Griekse eiland
Nagenoeg dood, nadat zij vergif heeft ingenomen, is Medora is ervan overtuigd dat zij Corrado nooit meer zal zien, als het schip van Gulnara en Corrado in de verte verschijnt. Wanneer zij arriveren werpen Corrado en Medora zich in elkaars armen, maar hun vreugde duurt niet lang: Medora sterft. Ondanks dat zijn mannen hem proberen tegen te houden werpt Corrado zich van een steile rots in zee.

## Belangrijke aria’s
- "Sì, di Corsari il fulmine" - Corrado in het eerste bedrijf, scène 1
- "Tutto parea sorridere" - Corrado in het eerste bedrijf, scène 1
- "Non so le tetre immagini" - Medora in het eerste bedrijf, scène 2
- "Ah conforto è sol la speme" - Gulnara in het tweede bedrijf, scène 1
- "Vola talor dal carcere" - Gulnara in het tweede bedrijf, scène 1
- "Salve, Allah! tutta quanta" - Seïd in het tweede bedrijf, scène 2
- "Cento leggiadre vergini" - Seïd in het derde bedrijf, scène 1
- "S'avvincina il tuo momento" - Seïd in het derde bedrijf, scène 1

## Geselecteerde opnamen
| Jaar | Rolverdeling (Corrado, Medora, Gulnara, Seid)                              | Dirigent, operagezelschap en orkest                          | Label                       |
| ---- | -------------------------------------------------------------------------- | ------------------------------------------------------------ | --------------------------- |
| 1971 | Giorgio Castellato-Lamberti, Katia Ricciarelli, Agnes Gulin, Renato Bruson | Jesús López Cobos, koor en orkest van de Oper Frankfurt      | Audio CD: Gala Cat: 100.707 |
| 2004 | Zvetan Michailov, Michela Sburlati, Adriana Damato, Renato Bruson          | Renato Palumbo, koor en orkest van het Teatro Regio di Parma | DVD: Dynamic Cat: 33468     |

Opmerking: "Cat:" staat voor catalogusnummer van de maatschappij; "ASIN" is het productreferentienummer op amazon.com.